# Інґольф Ред
Інґольф Ред (норв. Ingolf Rød, 2 жовтня 1889 — 19 грудня 1963) — норвезький яхтсмен.
Олімпійський чемпіон 1920 року в класі 6 метрів (правила 1919 року).